# Dusona guatemalensis
Dusona guatemalensis là một loài tò vò trong họ Ichneumonidae.